# صناعة النفط في أستراليا الغربية

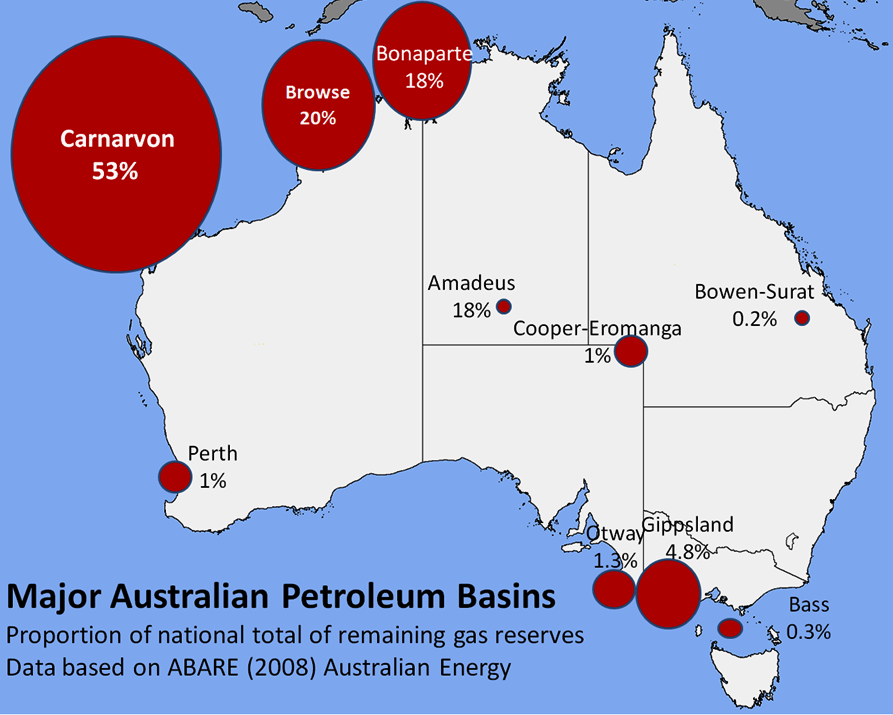

تعد صناعة النفط في أستراليا الغربية المساهم الأكبر في الإنتاج الأسترالي لمعظم المنتجات النفطية.
تقوم هذه الصناعة إلى حد كبير على تنمية احتياطيات نورث ويست شيلف وأحواض الهيدروكربون الأخرى على الساحل، وتستخرج الصناعة النفط ومتكثف الغاز الطبيعي والغاز الطبيعي من الخزانات النفطية العميقة تحت سطح الأرض. ينتج المصنع الكبير الواقع على خليج ويذنيل بالقرب من دامبير، الغاز الطبيعي المسال ويصدره إلى العملاء الآسيويين. يُصدر النفط ومعظم السوائل النفطية، وتُنتج أكبر مصفاة نفط أسترالية في كوينانا في الجنوب الغربي من أستراليا الغربية البنزين والديزل للاستهلاك المحلي. يعالج الغاز الطبيعي في مصانع تقع على شواطئ جزر أستراليا الغربية وسواحلها، ثم تنقل عبر خطوط الأنابيب إلى مستخدمي الغاز في جميع أنحاء الولاية.
في عام 2007، أنتجت الصناعة 126 مليون برميل (20,000,000 متر مكعب) من النفط/متكثف الغاز الطبيعي، و 30 بليون متر مكعب من الغاز. جرى تحويل 65% من الغاز إلى 12 مليون طن من الغاز الطبيعي المسال (صُدر الغاز المحول كله)، بينما بيع الباقي لمستعملي الغاز في أستراليا الغربية. بلغت قيمة الإنتاج الأولي لصناعة النفط 16.7 بليون دولار، أي ما يمثل 31% من إنتاج جميع الموارد الطبيعية في الولاية.

## التاريخ
حدث أول نشاط يتعلق بالنفط في الدولة عام 1902، إذ حُفر أول بئر للتنقيب عن النفط بالقرب من منطقة نهر وارن في الجنوب الغربي. عُثر على آثار للنفط في حفرة بالقرب من فيتزروي كروسينغ في عام 1919. بدأ التنقيب الرسمي في أستراليا الغربية في عام 1946، حين بدأت شركة أستراليان موتوريستس بيترول كومباني (أمبول)، برنامجًا للتنقيب باستخدام خدمات مكتب الموارد المعدنية الذي أنشأته الحكومة الأسترالية في نفس العام للقيام بأعمال المسح. في السنة التالية، مُنحت شركة أمبول أول تصريحان للتنقيب في أستراليا الغربية بالقرب من إكسموث.
أجريت دراسات استقصائية على نطاق واسع في حوض كانينغ في عام 1947، وفي نفس العام، حصلت شركة أمبول على تصاريح للتنقيب في منطقة إكسموث. شكلت شركة أمبول مشروعًا مشتركًا مع شركة ستاندرد أويل من كاليفورنيا. سميت الشركة الجديدة ب ويست أستراليان بتروليوم (وابيت)، وحفرت بئرها الأول في سلسلة روف رننج في عام 1953. كان البئر ينتج بمعدل 550 برميل يوميًا (87 متر مكعب يوميًا)، ولعله كان بداية صناعة النفط التجارية في أستراليا. في السنة التالية، أجرى علماء الجيولوجيا في شركة وابيت مسحًا أساسيًا لجزيرة بارو. كانوا أول المدنيين الذين يزورون المنطقة منذ إجراء التجارب النووية البريطانية على جزر مونتيبلو المجاورة. حققت الشركة نجاحًا تجاريًا كبيرًا نتيجة اكتشافاتها الضخمة في الجزيرة في عام 1964، وعقبه عمليات واسعة النطاق ما تزال مستمرة حتى اليوم.
في عام 1966، عثرت شركة وابيت على أول كميات تجارية من الغاز الطبيعي في أستراليا الغربية بالقرب من دونغارا. اكتمل بناء أول خط أنابيب لنقل الغاز في الولاية في عام 1971. نُقل خط أنابيب الغاز من دونغارا إلى برث وكوينانا وبينجارا. كان يعرف باسم خط أنابيب وانغ (بعد شركة ويست أستراليا ناتشورال جاز المحدودة التي كانت تتبع لشركة وابيت)، وما زال يعمل ويعرف الآن باسم خط أنابيب بارميليا. حصلت شركة وودسايد على تصريحها الأول للتنقيب في حوض كارنارفون في عام 1963. في عام 1971، اكتشفت مجموعة بوكال الغاز/متكثف الغاز الطبيعي في سكوت رييف، ونورث رانكين، وغودوين، تبعه اكتشاف آخر للغاز/متكثف الغاز الطبيعي في أنجل في عام 1972.

## الجيولوجيا

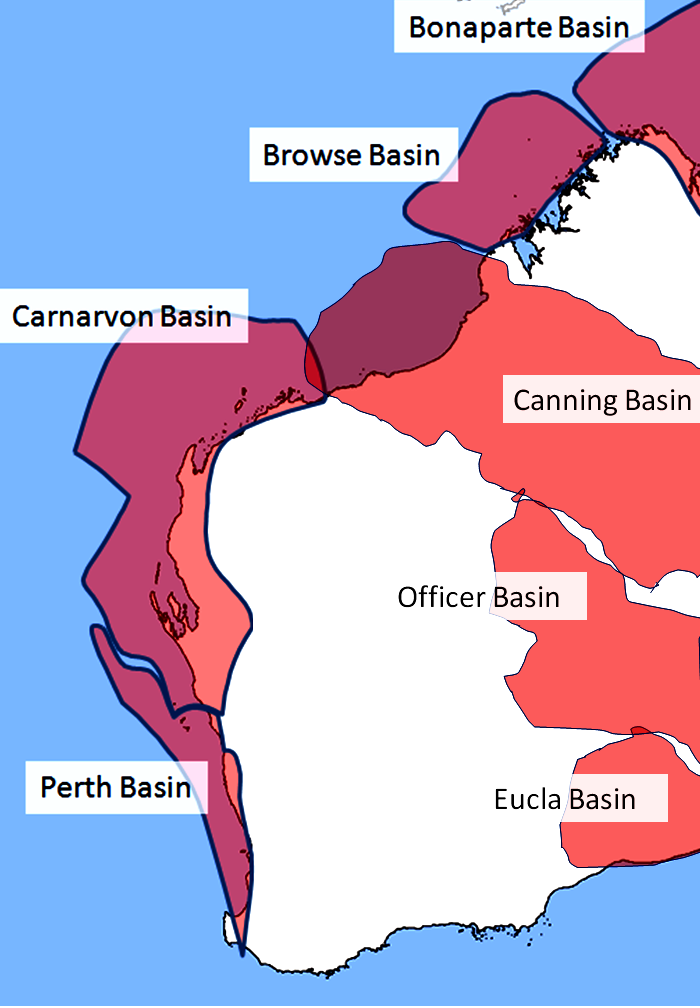
أحواض البترول

عُرفت خمسة من أصل سبعة من الأحواض الرسوبية الرئيسية في أستراليا الغربية باحتوائها على تراكمات هيدروكربونية، وكان الإنتاج في فترة 2007-2008 من أحواض كارنارفون، وبرث، وبونابارتي، وكانينغ. كان يوجد 61 حقلًا منتجًا خلال السنة المالية 2007-2008. يُنتج حوض كارنارفون معظم النفط في أستراليا الغربية، ويمتد لمسافة 1000 كيلومتر من الساحل الغربي والساحل الشمالي الغربي، من جيرالدتون إلى شمال بورت هدلند. في حوض كارنارفون، يغطي الجزء الساحلي نحو 115,000 كيلومتر مربع من المنطقة، بينما يغطي الجزء البحري نحو 535,000 كيلومتر مربع، ويصل عمق المياه إلى أكثر من 3,500 متر.
تنتج الحقول القريبة من دونغارا أقل من 5% من الغاز في الولاية، وهي جزء من حوض برث، الذي يمتد نحو 1300 كيلومترًا على طول الهامش الجنوبي الغربي للقارة. تشكل هذا الحوض أثناء انفصال أستراليا والهند العظمى في الفترة الممتدة ما بين العصر البرمي والعصر الطباشيري المبكر، ويعد من الأحواض الكبيرة إذ تبلغ مساحته (172,300 كيلومتر مربع). يتضمن الحوض عناصر ساحلية مهمه ويمتد من الشاطئ إلى حافة القشرة القارية في أعماق المياه التي تصل إلى أكثر من 4500 متر. يعد حوض أوفيسير، المتداخل عبر حدود أستراليا الغربية وأستراليا الجنوبية في الجزء الجنوبي الشرقي من الولاية، حوضًا مجهولًا، مع تغطية زلزالية محدودة، رغم حفر أكثر من 20 بئرًا للتنقيب. ينتج حوض كانينغ كمية قليلة من النفط، وحُفر به 250 بئرًا وكذلك أجريت عمليات مسح زلزالي ثنائي الأبعاد لنحو 78,000 كيلومتر. تنقب الشركة المحلية المسماة آرك إنيرجي وتحفر في حوض كانينغ، وتعد حاليًا المنتج الأكبر لحوض برث.

## المنتجات

### الغاز الطبيعي المسال
يدير مشروع نورث ويست شيلف فينشر، وهو مشروع يضم ست شركات طاقة تترأسها شركة وودسايد، خمس قاطرات من الغاز الطبيعي المسال بالقرب من كاراثا، وتعتمد على الغاز الطبيعي المورد من حقول نورث رانكين، وغودوين، وبيرسيوس، في نورث ويست شيلف. يُصدر معظم الغاز الطبيعي المسال الذي ينتجه مشروع نورث ويست شيلف فينشر إلى اليابان، ويباع بعضه من حين إلى آخر إلى الولايات المتحدة وإسبانيا وكوريا. يجري حاليًا بناء قاطرة خامسة من الغاز الطبيعي المسال، ومن المتوقع أن تزيد من القدرة التصديرية بمقدار 4.2 مليون طن إضافي، لتصل القدرة الإجمالية إلى نحو 16 مليون طن سنويًا. تقدر تكلفة المشروع منذ بدء تشغيله في أواخر عام 2008، بنحو 1.6 مليار دولار.
يسيطر مشروع نورث ويست شيلف فينشر على سوق الغاز الطبيعي المسال في أستراليا، رغم ذلك تمر المشاريع الإضافية بمراحل مختلفة من التخطيط، وأكبرها مشروع غاز غورغون. تتطلع شركة شيفرون (إلى جانب شريكتيها في المشروع، شركتي شل وإكسون موبيل) إلى تطوير حقول غاز غورغون الكبرى، التي تحتوي على احتياطيات قابلة للاستخراج تبلغ 40 تريليون قدم مكعب (1,100 كيلومتر مكعب). يتضمن المشروع بناء خطوط أنابيب تحت البحر تمتد من حقول غورغون وجانز إلى جزيرة بارو الأسترالية، حيث ستنتج 3 قاطرات تسييل 15 مليون طن من الغاز الطبيعي المسال سنويًا.

### السوائل النفطية (النفط، ومكثف الغاز الطبيعي، والغاز النفطي المسال)
ازداد إنتاج النفط بشكل تدريجي في أستراليا بعد عام 1980، وبلغ ذروته في عام 2000 بمعدل إنتاج 805,000 برميل يوميًا (128,000 متر مكعب يوميًا). في عام 2003، انخفض الإنتاج بشكل كبير إلى 630,522 برميل يوميًا (100,245.0 متر مكعب يوميًا). في عام 2006، أنتجت أستراليا نحو 562,000 برميل يوميًا (89,400 متر مكعب يوميًا) من النفط.
تعتبر أستراليا الغربية الولاية الرائدة في إنتاج النفط (ومكثف الغاز الطبيعي) في أستراليا، بعد تفوقها على فيكتوريا، إذ كان إنتاج حوض جيبسلاند قبالة الساحل الجنوبي في انخفاض مستمر. تنتج أستراليا الغربية حاليًا 71% من النفط ومكثف الغاز الطبيعي في أستراليا، ومن المتوقع أن يزيد إنتاج النفط ومكثف الغاز الطبيعي الأسترالي على المدى المتوسط (بسبب مصادر الإمداد الجديدة في أستراليا الغربية) قبل أن ينخفض تدريجيًا.